# 諏訪大社
諏訪大社（すわたいしゃ）是位於日本長野縣諏訪湖周邊4所境內地所組成的神社，為名神大社、信濃國一宮、舊社格為官幣大社（現神社本廳的別表神社），亦是日本全國諏訪神社之總本社。主祭神是建御名方神和八坂刀賣神。

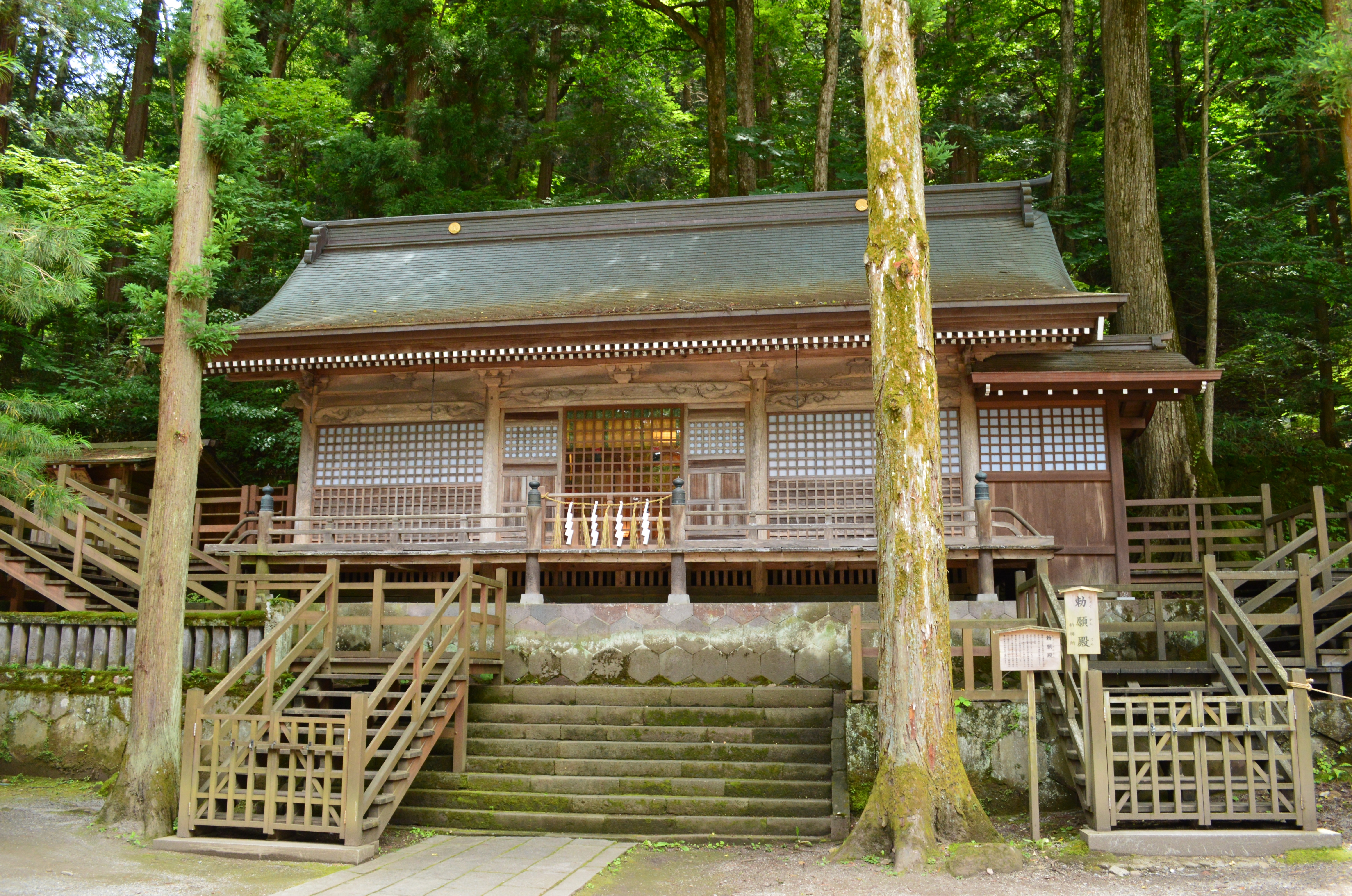
上社本宮 勅願殿

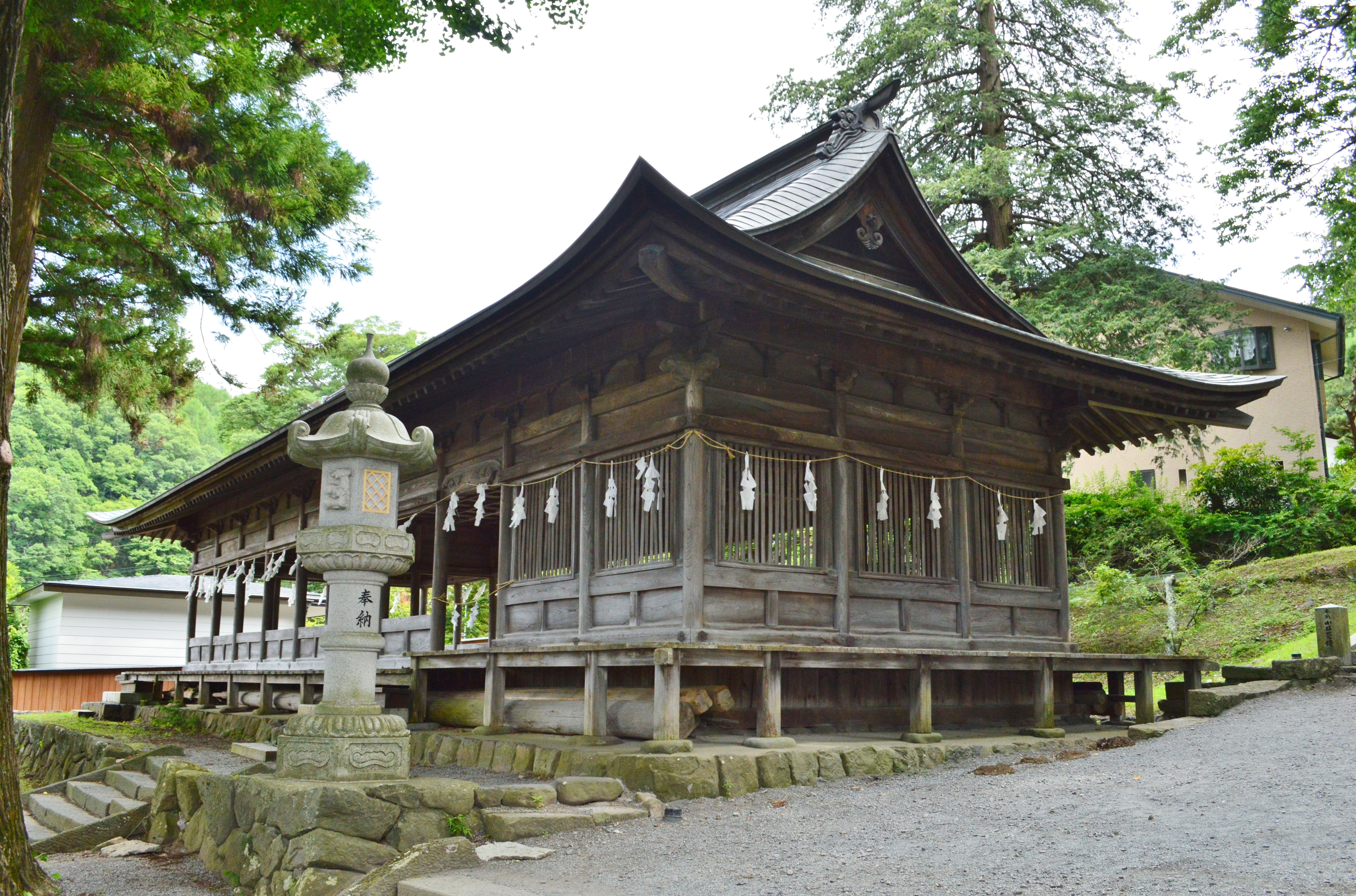
上社前宮 十間廊

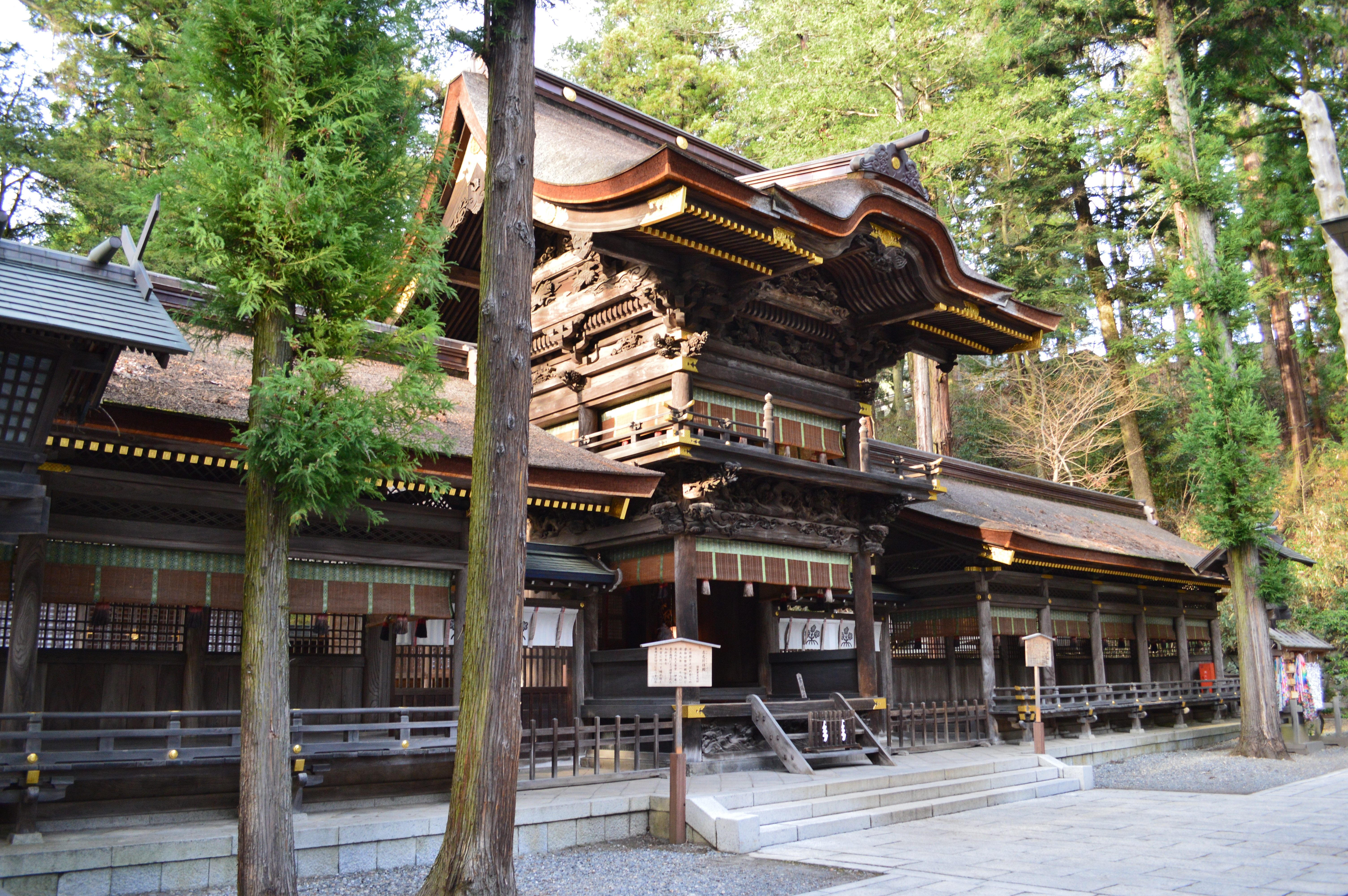
下社春宮 幣拜殿

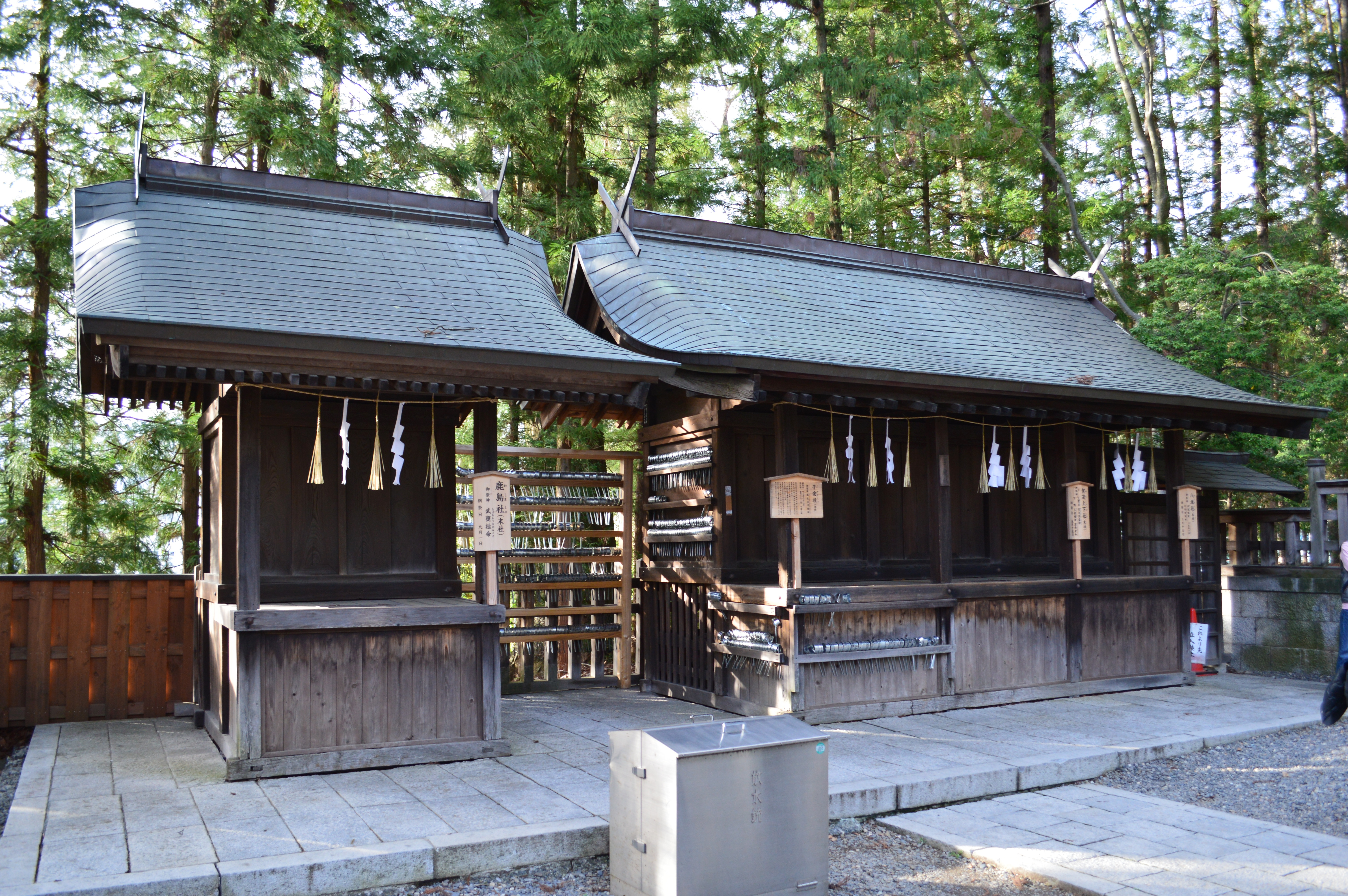
下社秋宮 境內社

## 概要
位在長野縣中央的諏訪湖兩岸，有以下的二社四宮鎮座。上社在諏訪湖南岸，下社在北岸。雖分為上社與下社，但實際上並不是為了區分出上階與下階的關係，而是用來標示位置而已。
- 上社
  - 本宮（長野縣諏訪市中洲宮山）
  - 前宮（長野縣茅野市宮川）
- 下社
  - 秋宮（長野縣諏訪郡下諏訪町武居）
  - 春宮（長野縣諏訪郡下諏訪町下之原）

創建年代不明，是日本最古老的神社之一。『梁塵秘抄』有「關東的軍神、鹿島、香取、諏訪之宮」的歌謠，可知作為軍神受到崇敬。另外，在中世有狩獵神事，所以，也以狩獵・漁業的守護祈願知名。

## 脚注
1. ↑  「大法輪」第72巻1号、大法輪閣、90頁、2005年。

## 關連項目
- 建御名方神
- 八坂刀賣神
- 洩矢神
- 諏訪氏

## 外部連結
- 信濃國一之宮 諏訪大社 （页面存档备份，存于）